# Grażyna Gęsicka

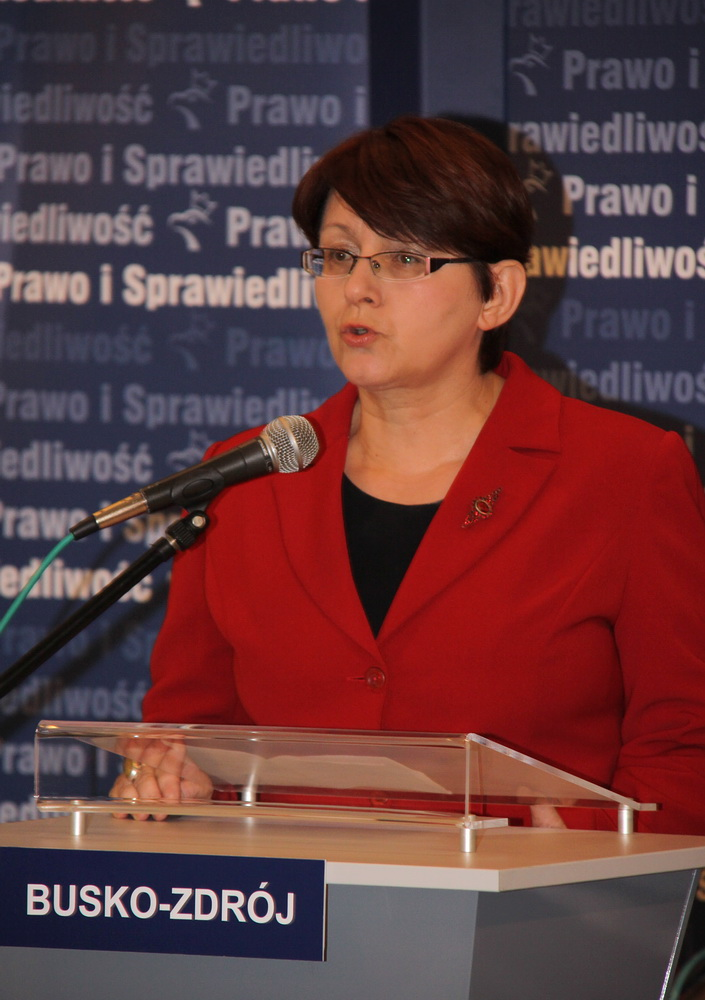
Grażyna Gęsicka (2009)

Grażyna Gęsicka (* 13. Dezember 1951 in Warschau; † 10. April 2010 in Smolensk, Russland) war eine polnische Soziologin, Politikerin, Ministerin für Regionalentwicklung in den Regierungen von Kazimierz Marcinkiewicz und Jarosław Kaczyński und seit 2007 Abgeordnete des Sejm in der VI. Wahlperiode.

## Wissenschaftliche Tätigkeit
1974 beendete sie das Studium am Soziologischen Institut der Universität Warschau. 1985 promovierte sie im Fachbereich Soziologie. Sie arbeitete zwischen 1985 und 1993 als Wissenschaftliche Assistentin im Institut für Soziologie der Universität Warschau. Sie war Mitglied der Polnischen Soziologischen Gesellschaft und der Association Internationale des Sociologues de Langue Francaise. Gęsicka war Autorin oder Co-Autorin einiger Dutzend Monographien und von über 30 Artikeln in polnischen und ausländischen wissenschaftlichen Publikationen im Bereich Soziologie und Wirtschaftswissenschaften.

## Politische Tätigkeit
1989 nahm sie an den Gesprächen am Runden Tisch in der Kommission für Bergbau teil. In den Jahren 1989 bis 1991 war sie wissenschaftliche Koordinatorin des Forschungsinstituts der Gewerkschaft Solidarność der Region Masowien. Von 1990 bis 1997 war sie Beraterin und erstellte Gutachten zum Thema Regionalentwicklung, unter anderem für die Europäische Kommission, die Weltbank die Regierung, den Sejm, sowie diverser Lokal- und Regionalverwaltungen. Von September bis Dezember 1991 war sie Beraterin im Arbeits- und Sozialministerium.
In den Jahren 1993 und 1994 war sie Teil einer Expertengruppe für Mittel- und Osteuropa im Programm LEDA (Local Employment Development Action) der Europäischen Kommission. 1995 war sie ständige Beraterin einer außerordentlichen Kommission des Sejm zu den Grundsätzen staatlicher Regionalpolitik. Von 1995 bis 1996 hatte sie die Funktion der stellvertretenden Leiterin des PHARE Programms „Lokale Initiativen für die gesellschaftlich-wirtschaftliche Entwicklung“. Sie arbeitete in den Jahren 1996 bis 1998 als Vertreterin des Generaldirektors der Polnischen Stiftung für Förderung und Entwicklung Kleiner und Mittlerer Betriebe.
Von 1998 bis 2001 war sie Unterstaatssekretärin im Arbeits- und Sozialministerium, dabei war sie verantwortlich für Programme, die die Beschäftigung unterstützen sollten und aus internationalen Mitteln (PHARE, Weltbank) finanziert wurden, sowie für Arbeitssicherheit und -hygiene und die Einführung des Europäischen Sozialfonds. Im August 2001 wurde sie Stellvertretende Vorsitzende der Polnischen Agentur für Industrieentwicklung. Bei den Parlamentswahlen 2005 beriet sie die Platforma Obywatelska (PO). Sie war Kandidatin von Jan Rokita (PO) für einen Ministerposten und repräsentierte die PO in den Koalitionsverhandlungen mit der Recht und Gerechtigkeit (PiS), vor allem zum Thema Nutzung der EU-Fonds.
Am 31. Oktober 2005 wurde sie Ministerin für Regionalentwicklung in der Regierung von Kazimierz Marcinkiewicz. Am 14. Juli 2006 übernahm sie diese Funktion auch in der Regierung von Jarosław Kaczyński. Von diesem Posten wurde am 7. September entlassen und gleichzeitig zur Staatssekretärin im Ministerium für Regionalentwicklung ernannt. Am 11. September 2007 wurde sie wieder zur Ministerin für Regionalentwicklung ernannt. Bei den Parlamentswahlen 2007 wurde sie mit 28.982 Stimmen über die Liste der PiS für den Wahlkreis Rzeszów in den Sejm gewählt. Sie war stellvertretende Vorsitzende der Sejm-Kommission für Kommunale Selbstverwaltung und Regionalentwicklung.
Am 10. April 2010 gehörte Gęsicka zu einer polnischen Delegation um Staatspräsident Lech Kaczyński, die anlässlich des siebzigsten Jahrestages des Massakers von Katyn zur Gedenkstätte nach Russland reisen sollte. Bei einem Flugunfall der Delegation nahe dem Militärflugplatz Smolensk-Nord kam sie jedoch gemeinsam mit weiteren hochrangigen Repräsentanten Polens ums Leben.
Postum wurde Gęsicka am 16. April 2010 das Komturkreuz des Ordens Polonia Restituta (Krzyż Komandorski Orderu Odrodzenia Polski) verliehen.